# Liste der Auszeichnungen des DJ-Duos The Chainsmokers
Diese Liste stellt eine Übersicht über die Auszeichnungen und Nominierungen des US-amerikanischen DJ- und Produzenten-Duos The Chainsmokers dar. Mit 22 Nominierungen sind sie zusammen mit Drake Rekordhalter für die meisten Nominierung bei den Billboard Music Awards.

## American Music Award
| Jahr | Kategorie                              | Werk              | Ergebnis  | Quelle      |
| ---- | -------------------------------------- | ----------------- | --------- | ----------- |
| 2016 | New Artist of the Year                 | The Chainsmokers  | Nominiert | [ 1 ] [ 2 ] |
| 2016 | Favorite Pop/Rock Band/Duo/Group       | The Chainsmokers  | Nominiert | [ 1 ] [ 2 ] |
| 2016 | Favorite Electronic/Dance Music Artist | The Chainsmokers  | Gewonnen  | [ 1 ] [ 2 ] |
| 2016 | Collaboration of the Year              | Don’t Let Me Down | Nominiert | [ 1 ] [ 2 ] |

## Billboard Music Awards
| Jahr | Kategorie                         | Werk              | Ergebnis  | Quelle      |
| ---- | --------------------------------- | ----------------- | --------- | ----------- |
| 2016 | Best Dance/Electronic Artist      | The Chainsmokers  | Nominiert | [ 3 ]       |
| 2016 | Top Dance/Electronic Song         | Roses             | Nominiert | [ 3 ]       |
| 2017 | Top Artist                        | The Chainsmokers  | Nominiert | [ 4 ] [ 5 ] |
| 2017 | Top Duo/Group                     | The Chainsmokers  | Nominiert | [ 4 ] [ 5 ] |
| 2017 | Top Billboard 200 Artist          | The Chainsmokers  | Nominiert | [ 4 ] [ 5 ] |
| 2017 | Top Song Sales Artist             | The Chainsmokers  | Nominiert | [ 4 ] [ 5 ] |
| 2017 | Top Radio Songs Artist            | The Chainsmokers  | Nominiert | [ 4 ] [ 5 ] |
| 2017 | Top Streaming Songs Artist        | The Chainsmokers  | Nominiert | [ 4 ] [ 5 ] |
| 2017 | Billboard Chart Achievement Award | The Chainsmokers  | Nominiert | [ 4 ] [ 5 ] |
| 2017 | Top Dance/Electronic Artist       | The Chainsmokers  | Gewonnen  | [ 4 ] [ 5 ] |
| 2017 | Top Dance/Electronic Album        | Boquet            | Nominiert | [ 4 ] [ 5 ] |
| 2017 | Top Dance/Electronic Album        | Collage           | Nominiert | [ 4 ] [ 5 ] |
| 2017 | Top Hot 100 Song                  | Closer            | Gewonnen  | [ 4 ] [ 5 ] |
| 2017 | Top Hot 100 Song                  | Don’t Let Me Down | Nominiert | [ 4 ] [ 5 ] |
| 2017 | Top Selling Song:                 | Closer            | Nominiert | [ 4 ] [ 5 ] |
| 2017 | Top Selling Song:                 | Don’t Let Me Down | Nominiert | [ 4 ] [ 5 ] |
| 2017 | Top Radio Song:                   | Closer            | Nominiert | [ 4 ] [ 5 ] |
| 2017 | Top Radio Song:                   | Don’t Let Me Down | Nominiert | [ 4 ] [ 5 ] |
| 2017 | Top Collaboration:                | Closer            | Gewonnen  | [ 4 ] [ 5 ] |
| 2017 | Top Collaboration:                | Don’t Let Me Down | Nominiert | [ 4 ] [ 5 ] |
| 2017 | Top Streaming Song (Audio)        | Closer            | Nominiert | [ 4 ] [ 5 ] |
| 2017 | Top Streaming Song (Video)        | Closer            | Nominiert | [ 4 ] [ 5 ] |
| 2017 | Top Dance/Electronic Song:        | Closer            | Gewonnen  | [ 4 ] [ 5 ] |
| 2017 | Top Dance/Electronic Song:        | Don’t Let Me Down | Nominiert | [ 4 ] [ 5 ] |

## Electronic Music Awards & Foundation Show
| Jahr | Kategorie          | Werk  | Ergebnis  | Quelle |
| ---- | ------------------ | ----- | --------- | ------ |
| 2016 | Single Of The Year | Roses | Nominiert | [ 6 ]  |

## Grammy Awards
| Jahr | Kategorie                      | Werk              | Ergebnis  | Quelle |
| ---- | ------------------------------ | ----------------- | --------- | ------ |
| 2017 | Best New Artist                | The Chainsmokers  | Nominiert | [ 7 ]  |
| 2017 | Best Dance Recording           | Don’t Let Me Down | Gewonnen  | [ 8 ]  |
| 2017 | Best Pop Duo/Group Performance | Closer            | Nominiert | [ 8 ]  |

## IDMA
| Jahr | Kategorie                       | Werk    | Ergebnis  | Quelle |
| ---- | ------------------------------- | ------- | --------- | ------ |
| 2015 | Best Commercial/Pop Dance Track | #SELFIE | Nominiert | [ 9 ]  |

## iHeartRadio Music Awards
| Jahr | Kategorie                  | Werk              | Ergebnis  | Quelle |
| ---- | -------------------------- | ----------------- | --------- | ------ |
| 2017 | Best Lyrics                | Closer            | Nominiert | [ 10 ] |
| 2017 | Song of the Year           | Closer            | Nominiert | [ 10 ] |
| 2017 | Dance Album of the Year    | Collage           | Gewonnen  | [ 10 ] |
| 2017 | Best Music Video           | Don't Let Me Down | Nominiert | [ 10 ] |
| 2017 | Best Duo/Group of the Year | The Chainsmokers  | Nominiert | [ 10 ] |
| 2017 | Best New Artist            | The Chainsmokers  | Gewonnen  | [ 10 ] |
| 2017 | Dance Artist of the Year   | The Chainsmokers  | Gewonnen  | [ 10 ] |
| 2017 | Best Collaboration         | Closer            | Nominiert | [ 10 ] |
| 2017 | Best Collaboration         | Don’t Let Me Down | Nominiert | [ 10 ] |
| 2017 | Best New Pop Artist        | The Chainsmokers  | Gewonnen  | [ 10 ] |
| 2017 | Producer of the Year       | The Chainsmokers  | Nominiert | [ 10 ] |
| 2017 | Dance Song of the Year     | Don’t Let Me Down | Nominiert | [ 10 ] |
| 2017 | Dance Song of the Year     | Closer            | Gewonnen  | [ 10 ] |

## Kids’ Choice Awards
| Jahr | Kategorie            | Werk             | Ergebnis  | Quelle |
| ---- | -------------------- | ---------------- | --------- | ------ |
| 2017 | Favorite New Artist  | The Chainsmokers | Nominiert | [ 11 ] |
| 2017 | Favorite Music Group | The Chainsmokers | Nominiert | [ 11 ] |

## Latin American Music Awards
| Jahr | Kategorie           | Werk              | Ergebnis  | Quelle |
| ---- | ------------------- | ----------------- | --------- | ------ |
| 2016 | Favorite Dance Song | Don’t Let Me Down | Nominiert | [ 12 ] |

## LOS40 Music Awards
| Jahr | Kategorie                            | Werk             | Ergebnis  | Quelle |
| ---- | ------------------------------------ | ---------------- | --------- | ------ |
| 2016 | International New Artist of the Year | The Chainsmokers | Nominiert | [ 13 ] |

## MTV Music Awards

### MTV Europe Music Awards
| Jahr | Kategorie    | Werk             | Ergebnis  | Quelle |
| ---- | ------------ | ---------------- | --------- | ------ |
| 2016 | Best New Act | The Chainsmokers | Nominiert | [ 14 ] |

### MTV Video Music Awards
| Jahr | Kategorie             | Werk              | Ergebnis   | Quelle |
| ---- | --------------------- | ----------------- | ---------- | ------ |
| 2016 | Best Electronic Video | Don’t Let Me Down | Nominiert  | [ 15 ] |
| 2017 | Best Collaboration    | Closer            | Ausstehend | [ 16 ] |
| 2017 | Best Editing          | Closer            | Ausstehend | [ 16 ] |

### MTVU Woodie Awards
| Jahr | Kategorie          | Werk             | Ergebnis | Quelle |
| ---- | ------------------ | ---------------- | -------- | ------ |
| 2017 | Woodie of the Year | The Chainsmokers | Gewonnen | [ 17 ] |

## NRJ Music Awards
| Jahr | Kategorie                 | Werk             | Ergebnis  | Quelle |
| ---- | ------------------------- | ---------------- | --------- | ------ |
| 2016 | Best Single Dance/Electro | Roses            | Nominiert | [ 18 ] |
| 2016 | Best New DJ               | The Chainsmokers | Gewonnen  | [ 18 ] |

## People’s Choice Awards
| Jahr | Kategorie                | Werk             | Ergebnis  | Quelle |
| ---- | ------------------------ | ---------------- | --------- | ------ |
| 2017 | Favorite Group           | The Chainsmokers | Nominiert | [ 19 ] |
| 2017 | Favorite Breakout Artist | The Chainsmokers | Nominiert | [ 19 ] |

## Radio Disney Music Awards
| Jahr | Kategorie                | Werk              | Ergebnis  | Quelle |
| ---- | ------------------------ | ----------------- | --------- | ------ |
| 2017 | Best Dance Track         | Don’t Let Me Down | Nominiert | [ 20 ] |
| 2017 | Best Song To Lip Sync To | Closer            | Nominiert | [ 20 ] |
| 2017 | Song of the Year         | Closer            | Nominiert | [ 20 ] |
| 2017 | Best Group               | The Chainsmokers  | Nominiert | [ 20 ] |

## Teen Choice Awards
| Jahr | Kategorie                                 | Werk             | Ergebnis   | Quelle |
| ---- | ----------------------------------------- | ---------------- | ---------- | ------ |
| 2014 | Choice Music: Electronic Music Dance Song | #Selfie          | Nominiert  | [ 21 ] |
| 2016 | Choice Music Group                        | The Chainsmokers | Nominiert  | [ 22 ] |
| 2017 | Choice Music Group                        | The Chainsmokers | Ausstehend | [ 23 ] |
| 2017 | Choice Song: Group                        | Closer           | Ausstehend | [ 23 ] |

## WDM Radio Awards
| Jahr | Kategorie           | Werk              | Ergebnis  | Quelle |
| ---- | ------------------- | ----------------- | --------- | ------ |
| 2017 | Best DJ             | The Chainsmokers  | Nominiert | [ 24 ] |
| 2017 | Best Global Track   | Closer            | Nominiert | [ 24 ] |
| 2017 | Best Trending Track | Don’t Let Me Down | Gewonnen  | [ 24 ] |